# کاراکارای چیمانگو
کاراکارای چیمانگو (نام علمی: Milvago chimango)، یک گونه از پرندگان شکاری از خانواده شاهینان، یعنی شاهین‌ها و کاراکاراها است که در آرژانتین، بولیوی، برزیل، شیلی، پاراگوئه و اروگوئه و به صورت سرگردان در جزایر فالکلند یافت می‌شود.